# Pencran
Pencran är en kommun i departementet Finistère i regionen Bretagne i västra Frankrike. Kommunen ligger i kantonen Landerneau som tillhör arrondissementet Brest. År 2022 hade Pencran 2 229 invånare.

## Befolkningsutveckling
Antalet invånare i kommunen Pencran
Referens:INSEE